# Order of the Crown of India

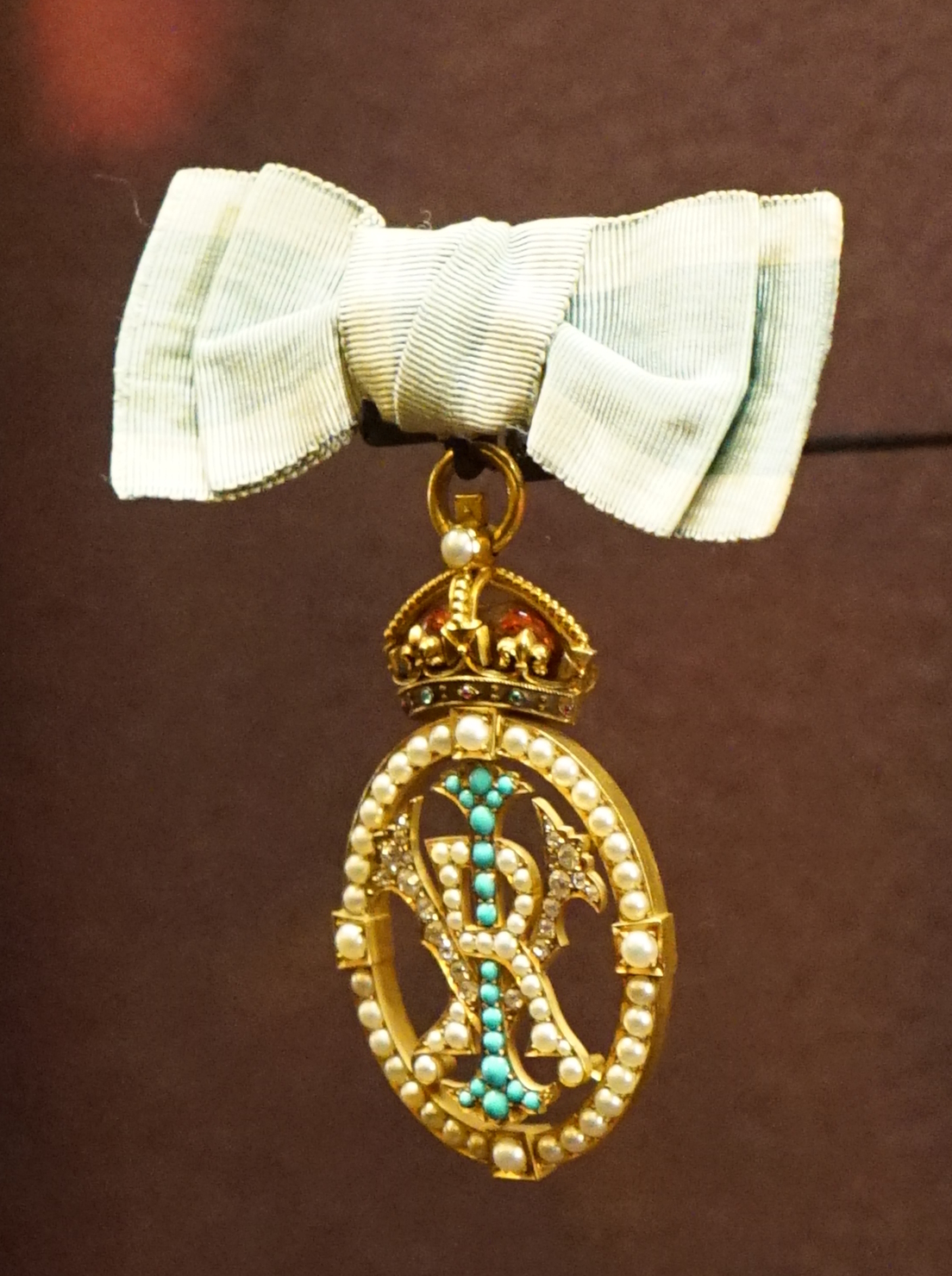
Insigne des Order of the Crown of India

Bandschnalle des Order of the Crown of India

The Imperial Order of the Crown of India ist ein Damenorden des Vereinigten Königreichs bzw. des Britischen Weltreiches, der 1878 von Königin Victoria als Kaiserin von Indien gegründet und bis 1947 verliehen wurde.

## Stiftung und Geschichte
Der Orden wurde am 1. Januar 1878 von Königin Victoria als Kaiserin von Indien gestiftet.
Seit der Unabhängigkeit von Indien und Pakistan im Jahre 1947 ist der Orden nicht mehr verliehen worden, er existiert jedoch weiterhin. Seit dem Tod von Prinzessin Margaret, Countess of Snowdon, 2002, und Alice, Duchess of Gloucester, 2004, war Königin Elisabeth II. das einzige noch lebende Mitglied des Ordens. Mit ihrem Tod wurde Charles III. als Ordenssouverän das einzige Mitglied des Ordens.

## Gliederung
Der Order of the Crown of India ist ein britischer Ritterorden (order of chivalry). Der Orden hat nur eine Klasse, nämlich die eines Companion of the Crown of India. Mitgliedern des Ordens ist es erlaubt, den Namenszusatz (post-nominal) „CI“ zu führen. Mit der Aufnahme in den Orden war keine Ritterwürde verbunden.
Souverän des Ordens ist seit 1858 der jeweilige britische Monarch. Der Ordenssouverän konnte nach freiem Ermessen folgende Frauen in den Orden aufnehmen:
- Britische Prinzessinnen, die mindestens 18 Jahre alt sind;
- Indische Fürstinnen, Ehefrauen indischer Fürsten oder deren weibliche Verwandte;
- Ehefrauen oder weibliche Verwandte der Inhaber oder ehemaligen Inhaber folgender Ämter:
  - Generalgouverneur und Vizekönig von Indien
  - Gouverneur von Madras
  - Gouverneur von Bombay
  - Gouverneur von Bengalen
  - Secretary of State for India
  - Commander-in-Chief in India

## Insignien
Das Abzeichen des Ordens besteht aus einem goldenen, reich mit Perlen besetzten Oval, welches das Monogramm König Victorias aus den Buchstaben „V.R.I.“  (für Victoria Regina Imperatrix) umschließt, V in Diamanten, R in Perlen und I in Türkisen; das Ganze ist überragt von der Imperial Crown of India. Das Abzeichen wurde an einer Damenschleife aus hellblauem Band mit weißem Randstreifen an der linken Brust oder Schulter getragen.

## Berühmte Ordensträgerinnen
Die letzten beiden Orden der Indischen Krone wurden im Juni 1947 von König Georg VI. an seine beiden Töchter Prinzessin Elizabeth (die spätere Königin Elisabeth II.) und ihre Schwester, Prinzessin Margaret, verliehen. Nach dem Tod Margarets war Elisabeth II. bis zu ihrem Tode die letzte noch lebende Trägerin des Ordens, die ihn verliehen bekommen hatte.
Weitere berühmte Träger des Ordens sind:
- Sultan Shah Jahan (1878)
- Alexandra von Dänemark, The Princess of Wales (1878)
- Alice von Großbritannien und Irland (1878)
- Beatrice von Großbritannien und Irland (1878)
- Helena von Großbritannien und Irland (1878)
- Louise, Duchess of Argyll (1878)
- Marija Alexandrowna Romanowa (1878)
- Victoria von Großbritannien und Irland (1878)
- Mary Adelaide von Cambridge (1878)
- Louise von Großbritannien und Irland (1887)
- Maria von Teck (1889)
- Marie von Edinburgh (1897)
- Sultan Kaikhusrau Jahan (1911)
- Elizabeth Bowes-Lyon, die spätere Queen Mother (1931) und letzte Kaiserin von Indien
- Alice, Duchess of Gloucester (1937)
- Marina, Duchess of Kent (1937)
- Edwina Mountbatten, Countess Mountbatten of Burma, letzte Vizekönigin von Indien (1947)

Der Orden wurde an mehr als 100 Frauen verliehen.